# Santiago (Putumayo)
Santiago es un municipio colombiano ubicado en el departamento de Putumayo. Se sitúa en el sur del país, a 90 kilómetros de Mocoa, la capital del departamento, y a 55 kilómetros de San Juan de Pasto, la capital del departamento de Nariño, con el que limita por el occidente. Posse un centro poblado: San Andrés.
Fue elevado a la categoría de municipio en 1989.

## Geografía
- Descripción Física:

El Espacio Geográfico del Municipio de Santiago reviste especial importancia en el contexto nacional y regional, ya que en él se establecen varios pisos térmicos, brindándole la oportunidad de tener una variada vegetación, fauna, diferentes formas de relieve, gran riqueza hídrica y el asentamiento de grupos humanos, que hacen de Santiago un importante Municipio en el Alto Putumayo.
- Límites del municipio:

Se encuentra ubicado al sur occidente colombiano en el departamento del Putumayo distante 90 km, de la capital, Mocoa. Limítrofe con el departamento de Nariño, dista solo 55 km de Pasto, su capital y su principal centro abastecedor.
Con los municipios de San Francisco, Colón y Sibundoy, forma parte de la subregión del Alto Putumayo.
- Extensión total: 791.2 km²
- Extensión área urbana: 0.4584 km²
- Extensión área rural: 790.74 km²
- Altitud de la cabecera municipal (metros sobre el nivel del mar): 2150
- Temperatura media: 16 °C
- Distancia de referencia: 55:

## Historia
Nombre del / los fundador (es): Juan de Ampudia y Pedro de Añazco
Los indígenas de Santiago provienen de las migraciones Quechuas del Ecuador, Originándose una migración por el sitio conocido como Aponte y otra por el Cañón del Putumayo, los habitantes más antiguos del Valle los kamëntza fueron pacíficos con los inmigrantes.Los descubridores fueron Juan de Ampudia y Pedro de Añazco en 1535 siendo Terratenientes de Sebastián de Belalcazar; se conservó un sistema político Gobernador y de Cabildo indígena; el Cacique CArlos Tamabioy redactó y firmó en el año de 1700un testamento con los límites que fueron entregados a los indígenas como resguardos.De conformidad a lo establecido en el acuerdo nro 2830 del 7 de diciembre de 1989, del Departamento Administrativo de Intendencias y Comisarías se designa al Corregimiento de Santiago como municipio, como consecuencia de la conversión del Putumayo en departamento.

## Economía
El principal renglón de economía del municipio es la ganadería de leche, produciendo aproximadamente 8.000 litros de leche diarios que en su mayoría es comercializada en los departamentos de Quindio y Valle. La raza predominante es la Holstein Mestiza obteniéndose unas producciones en promedio de 5.0 litro por vaca al día. El 90% de la zona utiliza el tipo de explotación extensiva ganadera con doble propósito aunque es raza especializada para leche. La agricultura está representada en mayor proporción por el cultivo del fríjol que ha tenido mucho auge en los últimos años, obteniéndose más de 3000 kilos por hectárea. El maíz es el cultivo tradicional de los indígenas, siendo utilizado su caña como tutor del cultivo de fríjoles